# Pallidelix greenhilli
Pallidelix greenhilli är en snäckart som först beskrevs av Cox 1866.  Pallidelix greenhilli ingår i släktet Pallidelix och familjen Camaenidae. Inga underarter finns listade i Catalogue of Life.